# Rio Meia Ponte
Der Rio Meia Ponte ist ein rechter Zufluss des Rio Paranaíba in Brasilien im Bundesstaat Goiás und gehört zum Flusssystem Paraná. Westlich der Talsperre des Cachoeira Dourada-Stausees mündet er als rechter Zufluss von Norden kommend in den Rio Paranaíba (siehe Karte; der Meia Ponte ist dort nicht eingezeichnet).

## Flusslauf

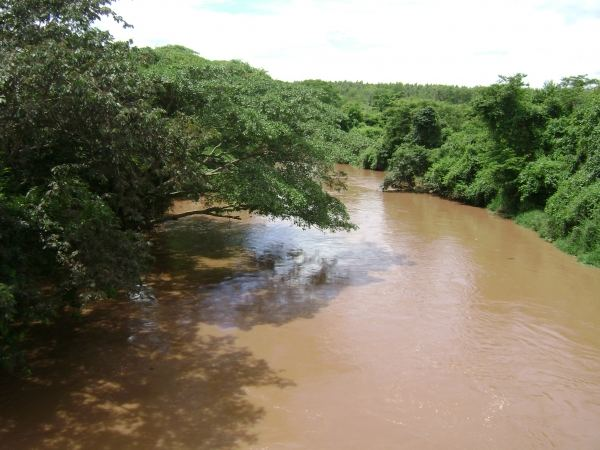
Rio Meia Ponte

Das Quellgebiet befindet sich nordöstlich der Ortschaft Itauçu auf dem Gemeindegebiet von Taquaral de Goiás westlich des Gebirges Serra dos Brandões und ca. 60 km nordnordwestlich von Goiânia. Ab Itauçu folgt die Staatsstraße GO-070 auf der westlichen Seite dem Flussverlauf bis vor Goiânia. Der Rio Meia Ponte durchfließt die Hauptstadt im nordöstlichen Quadranten und ändert seine Richtung nach der Stadt auf Süd. Ab der Breite von Bela Vista de Goiás ändert der Fluss seine generelle Fließrichtung auf Südsüdwest, welche er bis zu seiner Mündung in den Rio Paranaíba an der Grenze zu Minas Gerais beibehält. Die Mündung liegt ca. 15 km westlich der Stadt Cachoeira Dourada.

Bei der Ortschaft Vale do Paraíso im Gemeindegebiet von Piracanjuba wird der Rio Meia Ponte im kleinen Stausee Represa do Rochedo (deutsch: Felsdamm, Felsklippe) gestaut.
Der Rio Meia Ponte und seine 30 Zuflüsse entwässern zusammen 38 Gemeinden.

## Wasserverschmutzung
Für die Metropolregion von Goiânia mit ca. zwei Millionen beziehungsweise für die knapp drei Millionen Einwohner in seinem Einzugsgebiet ist der Rio Meio Ponte sehr wichtig für die Wasserversorgung.
Doch der Fluss erhält große Mengen an Müll, Industrieabfällen und ungeklärten Abwässern, was die Qualität seines Wassers stark belastet. So leitet die Stadt Goiânia über 90 % der Abwässer unbehandelt in den Fluss. Zurzeit befindet sich eine Kläranlage in Goiânia im Bau.
Eine Messung der Wasserqualität flussabwärts von Goiânia zeigte auf, dass der Fluss auf einer Strecke von 60 Kilometern unterhalb Goiânia ein niedriges Niveau an gelöstem Sauerstoff enthält und damit nur noch sehr begrenzt das Überleben von Wasserorganismen ermöglicht. Letztere sind eine sehr wichtige Voraussetzung nicht nur für landwirtschaftliche Tätigkeiten.
Darüber hinaus dauern die trockenen Sommer bis zu sechs Monate, so dass der Meia Ponte nicht genügend Wasser führt, um den gesamten Bedarf in der Metropolregion von Goiânia an Wasser zu decken. Die Rationierung von Wasser ist daher im Sommer üblich. Kürzlich wurde ein Projekt initiiert, um diesen wichtigen Fluss zu sanieren.